# فیروز کریمی
فیروز کریمی (زاده ۲۴ اسفند ۱۳۳۷ در تهران) بازیکن پیشین و سرمربی کنونی فوتبال اهل ایران است.

## دوران بازی
او ابتدا بازی خود را با تیم شهربانی تهران آغاز و پس از آن به تیم پاس تهران راه یافت. فیروز کریمی به عنوان بازیکن در تیم پاس، قهرمانی در جام تخت جمشید ۱۳۵۵ و جام تخت جمشید ۱۳۵۶ را تجربه کرد، او بارها در تیم ملی ارتش ایران بازی کرده و با این تیم به موفقیت رسیده‌است.

## دوران مربیگری
او در اواخر دهه ۱۳۶۰ (۱۳۶۹) به مربیگری روی آورد و توانست باشگاه فوتبال پاس تهران را در دو سال متوالی ۱۳۷۱ و ۱۳۷۰ قهرمان لیگ آزادگان (که بالاترین سطح لیگ فوتبال ایران میان سال‌های ۱۳۷۰ تا ۱۳۸۰ بود) کند و در سال ۱۳۷۱ با شکست دادن الشباب عربستان تیم خود را به مقام قهرمانی جام باشگاه‌های آسیا (فصل ۹۳–۱۹۹۲) رساند. عنوانی که پس از آن هیچ تیم ایرانی تا به امروز به دست نیاورده است. او تیم فوتبال بهمن کرج را در جام حذفی ۷۴–۱۳۷۳ به مقام قهرمانی رساند. او با ابومسلم خراسان در لیگ یک ۸۰–۱۳۷۹ به مقام قهرمانی رسید و به لیگ برتر صعود کرد. در لیگ برتر ۸۶–۱۳۸۵ تیم فوتبال استقلال اهواز توسط مربیگری کریمی به مقام نایب قهرمانی رسید.
کریمی در تیم‌های زیادی از قبیل پاس تهران، سپاهان اصفهان، بهمن کرج، پلی‌اکریل اصفهان، تراکتور سازی تبریز، استقلال اهواز، ابومسلم مشهد، شهاب زنجان، راه‌آهن شهرری، استقلال تهران، صبای قم، داماش گیلان، گسترش فولاد، شاهین بوشهر، سنگ آهن بافق، پیکان تهران، ذوب‌آهن اصفهان و ملوان بندر انزلی، اترک بجنورد مربیگری کرده‌است.
فیروز کریمی چهار تیم مختلف را از دسته پایین به بالاترین سطح لیگ فوتبال ایران رسانده‌است. همچنین او در برنامه استعدادیابی ستاره‌ساز به‌عنوان مربی در کنار مجتبی جباری، خداداد عزیزی و ادموند بزیک ایفای نقش کرده‌است.

## زندگی شخصی
فیروز کریمی ۳ دختر و ۱ پسر دارد. دختر اولش با مهدی تارتار ازدواج کرده‌است.
جملات طنز او در رسانه‌های ایران بازتاب زیادی داشته و حتی در آذر ۱۳۸۶ در اولین دوره جشنواره فیلم‌های کمدی گل‌آقا از او تقدیر شد.

## افتخارات

### به عنوان بازیکن
پاس تهران
- لیگ ایران: ۱۳۵۵ * ۱۳۵۶
- جام فدراسیون: ۱۳۵۷

### به عنوان سرمربی
پاس تهران
- لیگ ایران: ۱۳۷۰ * ۱۳۷۱
- جام حذفی تهران: ۱۳۷۰
- جام میلز هندوستان: ۱۹۹۱
- جام باشگاه‌های آسیا: ۹۳–۱۹۹۲

بهمن
- جام حذفی تهران: ۱۳۷۳
- جام حذفی: ۱۳۷۳
- جام میلز هندوستان: ۱۹۹۴

ابومسلم خراسان
- لیگ یک: ۸۰–۱۳۷۹[۳]

استقلال اهواز
- لیگ برتر فوتبال ایران: ۸۶–۱۳۸۵ (نایب قهرمانی)[۱۴]